# Телевидение в Албании
Телевидение в Албании появилось в 1960 году с образованием телерадиокомпании Radio Televizioni Shqiptar на основе Албанского радио. Вплоть до середины 1990-х Радио и телевидение Албании было единственным вещателем в стране, пока не появились частные телеканалы. Поскольку Албания была крайне закрытой страной, то развитие телевидения велось очень медленно по причине сильной цензуры — было практически запрещено вещание любых иностранных каналов, в том числе Греции, Югославии и Италии. Современные технологии в стране только-только зарождаются: ведётся постепенный переход на цифровое вещание. В стране в настоящее время вещают несколько официальных каналов RTSH и несколько  региональных телеканалов, также в Албании ретранслируются многие международные телеканалы на албанском языке.

## Общественные телеканалы

### На территории всей страны
- RTSH 1  — первый общественный, главный телеканал;информационно-развлекательный
- RTSH 2 — второй общественный телеканал
- RTSH 3 - для меньшинств,проживающих в Албании
- RTSH Shkollë - познавательный канал для школьников
- RTSH Film - фильмы,сериалы
- RTSH Muzikë- музыка
- RTSH Shqip - Албанские фильмы, культура и шоу
- RTSH Femije - контент для всей семьи
- RTSH Sport - спорт
- RTSH Plus - Албанская культура, шоу, музыка
- RTSH 24 - новости круглосуточно
- RTSH Agro - Сельское хозяйство, путешествия и туризм
- RTSH Kuvend - трансляции парламента Албании
- RTSH Sat — телеканал для спутникового вещания на территории всего мира
- RTSH HD — HD-версия

### Региональные
- RTSH Gjirokastra (Гирокастра и  пригород)
- RTSH Korça (Корча и пригород)
- RTSH Shkodra (Шкодра и пригород)
- RTSH Kukesi (Кукеси и пригород)

## Частные телеканалы

### Национальные
- Top Channel
- TV Klan

### Спутниковые
- Vizion Plus

## Онлайн-вещание
- Zjarr TV
- Wedding TV HD

## Каналы ближнего зарубежья
- Klan Kosova[3]
- Алсат М[4]
- Agon Channel[5]

## Международные телеканалы
- FOX
- Fox Life
- Fox Crime
- Comedy Central
- National Geographic
- Travel Channel
- Discovery Channel
- Investigation Discovery
- TLC Discovery
- Animal Planet
- Outdoor Channel
- History Channel
- Disney Channel
- Disney XD
- Nickelodeon
- Nick Jr.
- Cartoon Network
- Boomerang
- Eurosport
- Eurosport 2
- MTV Europe
- VH1 Europe
- VH1 Classic
- BBC World News
- CNN
- Euronews
- Sky News
- CNBC Europe
- CCTV News
- TV5 Monde Europe
- Rai Italia
- ANT1 Greece

## Провайдеры цифрового вещания DVB-T/S
- Digitalb
- Tring Digital TV
- SuperSport Albania